# Bezpraw (przystanek kolejowy)
Bezpraw – zlikwidowany przystanek kolei wąskotorowej (Kołobrzeska Kolej Wąskotorowa) na skrzyżowaniu dróg wojewódzkich 102 i 162, w województwie zachodniopomorskim, w Polsce. Został zlikwidowany po 1945 roku.